# Гуаратинга
Гуаратинга (порт. Guaratinga)  —  муниципалитет в Бразилии, входит в штат Баия. Составная часть мезорегиона Юг штата Баия. Входит в экономико-статистический микрорегион Порту-Сегуру. Население составляет 23 501 человек на 2006 год. Занимает площадь 2324,317 км². Плотность населения — 10,1 чел./км².
Праздник города — 31 августа.

## Статистика
- Валовой внутренний продукт на 2003 год составляет 97 257 957,00 реалов (данные: Бразильский институт географии и статистики).
- Валовой внутренний продукт на душу населения на 2003 год составляет 4073,29 реалов (данные: Бразильский институт географии и статистики).
- Индекс развития человеческого потенциала на 2000 год составляет 0,593 (данные: Программа развития ООН).